# كريستوفر برينان
كريستوفر برينان (بالإنجليزية: Christopher Brennan)‏ هو بحار أمريكي، (ولد في جزيرة أيرلندا في جمهورية أيرلندا 1832  م).